# Graptopetalum göldii
Graptopetalum göldii är en fetbladsväxtart som beskrevs av Eizi Matuda. Graptopetalum göldii ingår i släktet Graptopetalum och familjen fetbladsväxter. Inga underarter finns listade i Catalogue of Life.